# Emeopedus alboguttatus
Emeopedus alboguttatus là một loài bọ cánh cứng trong họ Cerambycidae.